# 데이비드 빈더

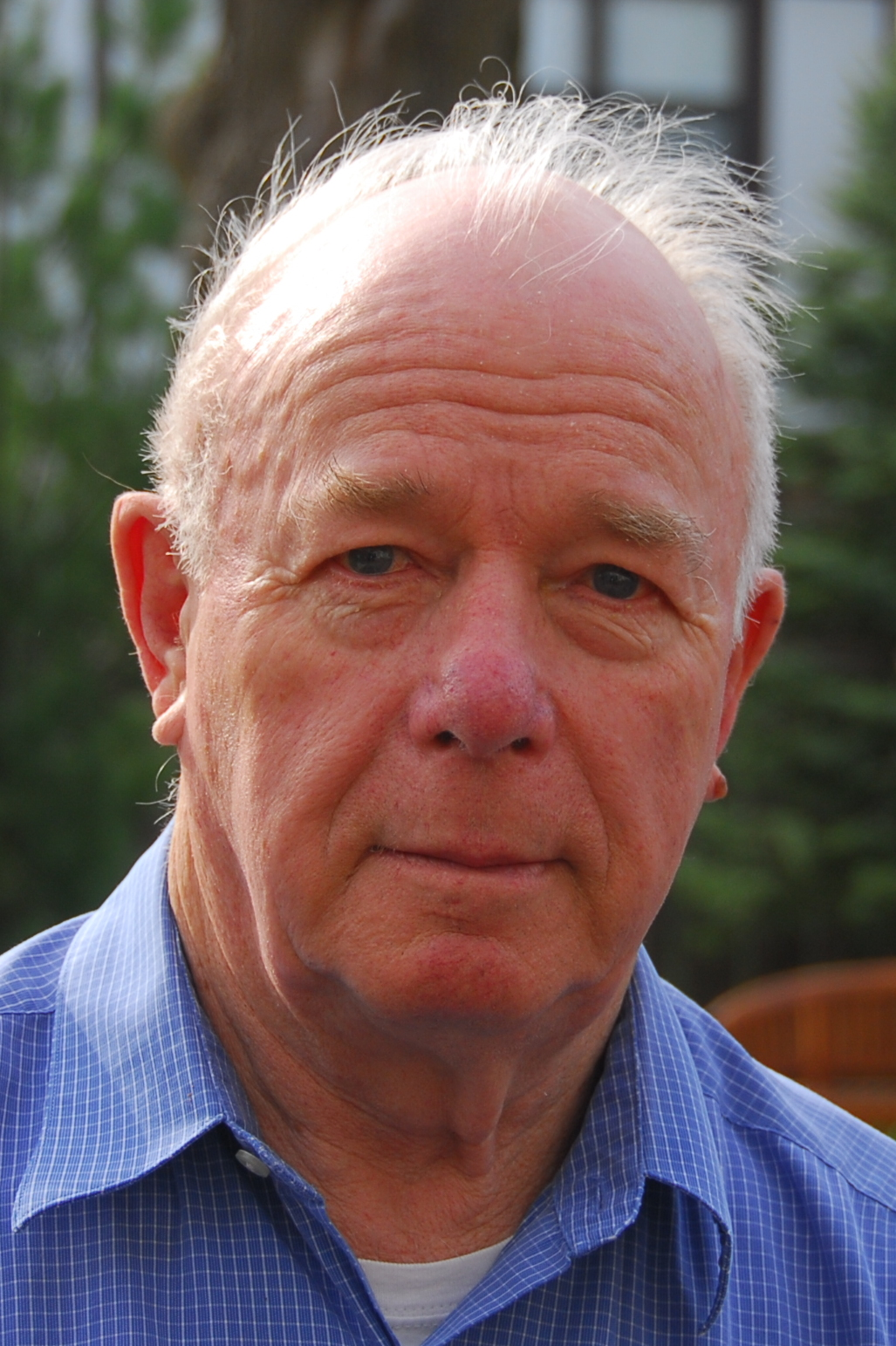
데이비드 빈더

데이비드 빈더(영어: David Binder, 1931년 2월 22일 ~ 2019년 6월 30일)는 영국 태생의 미국 저널리스트, 작가, 강사이다. 그는 성인 생활의 대부분을 워싱턴 D.C., 독일, 세르비아에서 보낸 후 일리노이주 에번스턴에 거주했다.